# 泰米托普·奥巴德伊
泰米托普·奥巴德伊（英語：Temitope Obadeyi，1989年10月29日—）是英格兰足球运动员，司职前锋，现時效力于基爾馬諾克。

## 生平

### 俱乐部
奥巴德伊早期曾在考文垂接受青训，并在2006年转投博尔顿。
2008年12月28日，奥巴德伊在博尔顿主场0比1输给威根竞技的比赛第86分钟替补加德纳出场，第一次代表博尔顿比赛。
2009年8月，他被租借到英甲球队斯文登一个月并在8月29日2比1击败绍森德的比赛中打进他职业生涯的第一个联赛进球。9月11日，斯文登讲他的租借合同延长了一个月，而在10月15日再次延长一个月达到总共93天的短期转会最长限制。2010年1月，他被外借到英乙球队罗奇代尔至赛季结束，期間上陣11場及射入1球，協助球隊取得升班英甲資格。
2010年10月22日奥巴德伊再被外借到英乙球會梳士貝利1個月，期間上陣6場擔任不同角色，獲延長借用至翌年1月8日，在合共上陣9場後，於借用期滿返回保頓。
2011年11月8日將於季後約滿的奥巴德伊又再收拾行裝，以借用身份加盟英甲球會車士打菲特，為期至节礼日，期間在5場聯賽和1場盃賽獲派上陣。2012年3月15日奥巴德伊再被借用返回羅奇代爾，為期1個月。2011/12赛季结束后博尔顿降级到英冠联赛，并决定不和奥巴德伊续约。
2012年6月，奥巴德伊自由转会加盟葡萄牙足球超级联赛球队里奥艾维。
2013年8月16日，奥巴德伊重返英格蘭球壇加盟剛降落英乙的球會貝利，合約為期一年。
2013年11月7日，另一支英乙球队普利茅夫向貝利借入奥巴德伊，借用至2014年1月4日。

## 外部連結
- 足球数据库：泰米托普·奥巴德伊的球员统计数据